# 天主教蘇克雷總教區
天主教蘇克雷總教區（拉丁語：Archidioecesis Sucrensis）是羅馬天主教在玻利維亞的一個教省總教區，下轄兩個教區。成立於1552年6月27日，1609年7月20日升為總教區。
總教區位於丘基薩卡省西部，2010年時有542,000名教友（佔轄區總人口87.7%）、七十名司鐸和四十五個堂區。現任總主教為利則·埃爾斯托·森特利亞斯-古斯曼，輔理主教為亞道夫·比特斯奇-邁埃爾，榮休總主教為若蘇厄·佩雷斯-羅德里格斯和若蘇厄·華雷斯-帕拉加。